# Seriola carpenteri
Seriola carpenteri es una especie de peces de la familia Carangidae en el orden de los Perciformes.

## Morfología
• Los machos pueden llegar alcanzar los 72,5 cm de longitud total.

## Distribución geográfica
Se encuentra en el  Atlántico oriental (desde la mar Cantábrico y Agadir hasta Angola, incluyendo Cabo Verde). También ha sido observado en la isla de Lampedusa (Mar Mediterráneo ).